# Руфина
Руфина (итал. Rufina; также называется «Ла Руфина») — коммуна в Италии, располагается в регионе Тоскана, в провинции Флоренция.
Население составляет 7382 человека (2008 г.), плотность населения составляет 166 чел./км². Занимает площадь 45 км². Почтовый индекс — 50068. Телефонный код — 055.
Покровителем коммуны почитается святитель Мартин Турский, празднование 11 ноября.

## Демография
Динамика населения:

## Администрация коммуны
- Официальный сайт: http://www.comune.rufina.fi.it/